# الکس اسمیت (بازیکن فوتبال، زاده ۱۹۴۴)
الکس اسمیت (انگلیسی: Alex Smith؛ زادهٔ ۶ فوریهٔ ۱۹۴۴) بازیکن فوتبال اهل بریتانیا است.
از باشگاه‌هایی که در آن بازی کرده‌است می‌توان به باشگاه فوتبال میدلزبرو اشاره کرد.